# CHyberNation
CHyberNation è un cofanetto digipak che racchiude un album tributo ai Krisma di musicisti indipendenti e un libro biografico sul medesimo duo musicale. L'album e il libro sono rispettivamente prodotto e curato/scritto da Joyello Triolo.

## Descrizione

### Il disco
L'album tributo è stato distribuito dapprima gratuitamente in download digitale e in CDr promo nel 2009 e in seguito in un cofanetto contenente il CD su etichetta Interno 4 Records e il libro biografico edito da NdA press nel 2011.
Il disco contiene sedici cover realizzate da musicisti indipendenti italiani, più due inediti degli stessi Krisma, Opera Punk (in realtà già incluso nell'album omonimo del 2008) e La forza mia, rilettura di un pezzo di Marco Carta, incisi per l'occasione.
Tra i musicisti coinvolti figurano: Andy Fumagalli dei Bluvertigo che suona il sassofono nella cover di Water eseguita dai Cosmic Boilers; Enrico Fontanelli degli Offlaga Disco Pax qui con i Volvo Tapes che eseguono per tastiera Casio Gott Gott Electron; Gli Avvoltoi che assieme a Paolo Negri interpretano la cover di See Me, Feel Me degli Who Guardami aiutami toccami guariscimi che Arcieri incise nel 1969; i XX Century Zorro di miSs xoX con Teho Teardo alla chitarra, reinterpretano Many Kisses, incisione rimasta inedita per molti anni; Johnny Grieco, cantante dei Dirty Actions, canta 5 minuti e poi... del Maurizio Arcieri solista di fine anni sessanta; il produttore Joyello Triolo reinterpreta Lola come El Pulpo, uno spin-off di Peluqueria Hernandez. Prendono parte al progetto anche due gruppi statunitensi, provenienti entrambi dalla California, i Red Flag di San Diego con Skyline e gli AntiQuark di Los Angeles con Nothing to Do with the Dog.

### Il libro
Il libro ChyberNation contiene la prima biografia autorizzata dei Krisma, un'intervista, schede su singoli e album prodotti dal duo musicale, una sezione dedicata alla rassegna stampa e illustrazioni a colori.

## Accoglienza
Claudio Lancia di OndaRock lo considera «un songbook tra i migliori mai prodotti dall'industria musicale nazionale, in grado di contribuire attivamente a rendere giustizia alla carriera ed alla storia dei Krisma». Renzo Stefanel di Rockit scrive che «il disco è carino, le cover sono tutte gradevoli e di qualità» e che «il vero valore aggiunto del lavoro è costituito proprio dalla biografia e dall’intervista: si rivelano particolari per nulla di poco conto e credo sconosciuti ai più. [...] Dei Krisma si è scritto tanto, ma soprattutto inesattezze: Krisma. Chybernation è qui anche per rimediare a questo.»

## Tracce
1. Krisma – Opera Punk (Inedito) – 3:56
2. Red Flag – Skyline – 3:11
3. Riky – Lover (Love Lunch) – 3:35
4. Xelius Project – Telegram – 5:04
5. AntiQuark – Nothing to Do with the Dog – 4:06
6. Roulette C(H)inese – Cathode Mamma – 3:22
7. Tupolev & The Spam Lovers – Mandoia – 2:28
8. Volvo Tapes – Gott Gott Electron (Casiotone) – 3:11
9. The Tempelhof – Amore – 3:57
10. El Pulpo – Lola – 2:41
11. Stardog – Vetra Platz – 3:52
12. Cosmic Boilers Featuring Andy – Water (Hot Version) – 4:36
13. Johnny Grieco – 5 minuti e poi... – 3:46
14. Shivan – Aurora B. – 4:55
15. XX Century Zorro – Many Kisses – 3:56
16. Machina Amniotica Featuring Krisma – Samora Club (Live) – 7:00
17. Gli Avvoltoi – Guardami aiutami toccami guariscimi (feat. Paolo "Apollo" Negri) – 4:45
18. Krisma – La forza mia (Inedito) – 3:00

Durata totale: 71:21